# جزیره گنج (فیلم ۱۹۹۰)
«جزیره گنج» (انگلیسی: Treasure Island (1990 film)) یک فیلم به کارگردانی فریزر کلارک هستون است که در سال ۱۹۹۰ منتشر شد.

## خلاصه داستان
«جیم هاوکینگز» جوان که به همراه مادرش مسافرخانه شان را می‌گرداند، با «کاپیتان بیلی بونز»، که پس از محاصره توسط دزدان دریایی می‌میرد آشنا می‌شود. او و مادرش را مهاجمان مبارزه کرده و نقشه گنج «بیلی بونز» را پیدا می‌کنند و…

## بازیگران
- چارلتون هستون
- کریستین بیل
- الیور رید
- کریستوفر لی
- جولیان گلاور
- پیت پاستویت
- آیلا بلر